# Letizia Caldi
Letizia Caldi (* 19. Oktober 2004) ist eine deutsche Schauspielerin.

## Leben
Von 2013 bis 2015 bekam Caldi Schauspielunterricht am Jungen Theater Bonn, seit 2015 im Juniorhouse in Köln. Ihre erste Filmrolle hatte sie in einer Episode der Fernsehserie Alarm für Cobra 11 – Die Autobahnpolizei. 2017 hatte sie eine Besetzung im Film Ein Kind wird gesucht, 2018 folgte eine Besetzung in dem Kölner Tatort Mitgehangen. 2020 war sie in einer Episode der Fernsehserie Bettys Diagnose zu sehen.

## Filmografie
- 2016: Alarm für Cobra 11 – Die Autobahnpolizei (Fernsehserie, Episode 39x02)
- 2017: Ein Kind wird gesucht (Fernsehfilm)
- 2018: Tatort: Mitgehangen
- 2020: Bettys Diagnose (Fernsehserie, Episode 6x24)